# 派恩鎮區 (密歇根州)
派恩鎮區（英語：Pine Township）是位於美國密歇根州蒙卡爾姆縣的一個行政鎮區。

## 地方資料
派恩鎮區的面積為93.40平方千米，當中陸地面積為90.60平方千米，而水域面積為2.80平方千米。根據2020年美國人口普查的數據，當地共有人口1870人，而人口密度為每平方千米20.02人。